# أبو خديجة العراقي
عبد الله مكي مصلح مهدي الرفيعي (المُكنَّى بـ"أبي خديجة العراقي") (1991 م - الخميس 13 رمضان 1446 هـ / 13 آذار/مارس 2025 م) كان قياديًا بارزًا في تنظيم "الدولة الإسلامية"، تقلَّد مناصب قيادية رفيعة داخل التنظيم، بما في ذلك منصب ما يُسمَّى بـ"نائب الخليفة" و"والي الأرض المباركة" (العراق والشام)، قُتل جراء ضربة جوية في 13 مارس 2025 م.

## النشأة والانضمام لتنظيم الدولة الإسلامية
وُلِدَ عبد الله مكي مصلح مهدي الرفيعي في يثرب بمحافظة صلاح الدين في العراق عام 1991 م، واسم والدته: نعيمة محمد مهدي، أما زوجاته فهنَّ: روئ مولود مصلح (الأولى)، وشيرين سليمان عبد علي (الثانية)، وثريا سالم الجبوري (الثالثة)، ورقمه الإحصائي في التنظيم: 1130011305.
انضم في سنٍّ مبكرة إلى تنظيم "الدولة الإسلامية" (عُرف آنذاك باسم "دولة العراق الإسلامية") في عام 2009 م. ألقت القوات العراقية القبض عليه عام 2011 م وحوكم بموجب المادة (4) من قانون مكافحة الإرهاب العراقي، وأودع في سجن "تسفيرات" بمدينة تكريت (شمال العاصمة بغداد) لكنه تمكن من الفرار عام 2012 م برفقة مجموعة من قادة التنظيم، إثر هجوم نفذه التنظيم في إطار حملته المسماة "هدم الأسوار". وعاد إلى الظهور مجددًا مع اجتياح التنظيم لمحافظة صلاح الدين عام 2014 م، واعتُقل مرة أخرى من قِبَل خلية الإعلام الأمني العراقية عام 2021 م، إذ كان ضمن قائمة المطلوبين في قضايا إرهابية.

## المناصب القيادية
تدرَّج "أبو خديجة" في المناصب داخل تنظيم الدولة الإسلامية بصورة ملحوظة. بدأ مسيرته في "ديوان الجند" (المعادل لوزارة الدفاع في التنظيم)، وفي عام 2014 م أصبح "أمير الشرطة العسكرية" في فرقة القادسية (إحدى الفرق العسكرية التسع التابعة للتنظيم المركزي، والتي كان مقرها في محافظة ديالى العراقية) ضمن اللواء الثالث - كتيبة أبي عبد الله الأنصاري. كما شغل منصب "نائب والي ديالى" ثم "والي ديالى". وقد خلف أبو ياسر العيساوي (الذي قُتل في يناير 2021 م) في منصب "والي العراق"، بالإضافة إلى ذلك حمل لقب "والي الأرض المباركة" (العراق والشام) و"نائب الخليفة"، وكان أيضًا "أمير اللجنة المُفوَّضة" (أعلى هيئة لصنع القرار داخل التنظيم)، و"مسؤول مكاتب العمليات الخارجية". وفي وقت وفاته كان يشغل منصب "أمير مكتب ولاية ما بين النهرين" في العراق.
يوضح الجدول التالي التسلسل الزمني للمناصب الرئيسية التي شغلها أبو خديجة داخل تنظيم الدولة الإسلامية:
| المنصب                               | الفترة التقريبية (إذا أمكن تحديدها) |
| ------------------------------------ | ----------------------------------- |
| عضو دولة العراق الإسلامية            | 2009 م                              |
| أمير الشرطة العسكرية (فرقة القادسية) | 2014 م                              |
| نائب والي ديالى                      | غير محدد                            |
| والي ديالى                           | غير محدد                            |
| والي العراق                          | بعد يناير 2021 م                    |
| والي الأرض المباركة (العراق والشام)  | غير محدد                            |
| نائب الخليفة                         | غير محدد                            |
| أمير اللجنة المفوضة                  | غير محدد                            |
| مسؤول مكاتب العمليات الخارجية        | غير محدد                            |
| أمير مكتب ولاية ما بين النهرين       | وقت الوفاة (مارس 2025 م)            |

## الأنشطة والدور
ركز "أبو خديجة" على إعادة بناء شبكات تنظيم الدولة الإسلامية، متجنبًا المواجهات واسعة النطاق مع القوات العراقية، مما أسهم في انخفاض الهجمات الأخيرة على قوات الأمن العراقية. كما نسَّق العمليات الخارجية وأدار جزءًا كبيرًا من تمويل التنظيم على مستوى العالم. وكان يشرف على مكاتب تنظيم الدولة الإسلامية التي تغطي العراق وسوريا وتركيا وسائر منطقة الشام.

## مقتله وأهميته
أدرجت وزارة الخارجية الأمريكية في يونيو 2023 م اسمه على قائمة الإرهابيين العالميين المصنفين خصيصًا لتهديدهم السلام والأمن العالميين.
وفي يوم الجمعة 14 رمضان 1446 هـ - 14 مارس 2025 م، أعلن رئيس الوزراء العراقي محمد شياع السوداني عن مقتله، واصفًا ذلك بـ"الإنجاز الأمني الكبير" كما وصفه بأنه "أحد أخطر الإرهابيين في العراق والعالم"، وأكدت القيادة المركزية الأمريكية (سنتكوم) نبأ وفاته.
قُتل "أبو خديجة" في عملية استخبارية نُفذت في صحراء الأنبار بالعراق عند الساعة 18:30 من مساء يوم الخميس 13 رمضان 1446 هـ - 13 مارس 2025 م، وذلك من قِبَل قوات القيادة المركزية الأمريكية بالتعاون مع قوات الاستخبارات والأمن العراقية ومجلس أمن كردستان. جاءت العملية بعد أكثر من عامين من التحضير وستة أشهر من المراقبة المكثفة؛ استخدمت المخابرات العراقية تقنيات متقدمة لتعقب تحركاته، ورُصدت تنقلاته السرية على مدار أربعة أشهر، حيث كان يتنقل بسيارة من نوع "كيا" بصحبة زوجته "أم حسين الشيشانية" ومرافقه "أبو نبيل الهندي" في مناطق وعرة بمنطقة وادي تبل، وبعد تحديد موقع خيمته المتنقلة بدقة، شُنَّت ضربة جوية أسفرت عن مقتله بالإضافة إلى أحد عناصر التنظيم.
وعقب الضربة الجوية، تحركت قوات القيادة المركزية الأمريكية والقوات العراقية إلى موقع الاستهداف، حيث عُثر على جثتي عنصرين من التنظيم، كانا يرتديان حزامين ناسفين غير منفجرين، وبحوزتهما عدة أسلحة وعبوات ناسفة، وتمكنت القوات من التعرف على "أبو خديجة" عبر تطابق الحمض النووي الذي جُمع خلال مداهمة سابقة نجا منها، وقد نشرت القيادة المركزية الأمريكية (سنتكوم) مقطع فيديو يوثِّق العملية.